# Dokjinneun neulgeuni
Dokjinneun neulgeuni é um filme de drama sul-coreano de 1969 dirigido e escrito por Choi Ha-won. Foi selecionado como representante da Coreia do Sul à edição do Oscar 1970, organizada pela Academia de Artes e Ciências Cinematográficas.

## Elenco
- Hwang Hae
- Yoon Jeong-hee
- Namkoong Won
- Heo Jang-kang
- Kim Jung-hoon
- Kim Hee-ra
- Kim Jeong-ok
- Choe Bong
- Kim So-jo
- Jeon Shook